# Dirk van Dalen

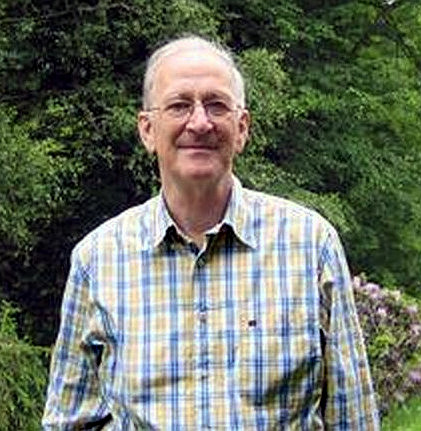
Dirk van Dalen, Oberwolfach 2008

Dirk van Dalen (* 20. Dezember 1932 in Amsterdam) ist ein niederländischer Mathematiker (mathematische Logik), Wissenschafts-Philosoph und Mathematikhistoriker.

## Leben
Van Dalen studierte an der Universität Amsterdam, wo er über die Anwendung der  intuitionistischen Logik von Luitzen Egbertus Jan Brouwer in der Geometrie bei Arend Heyting 1963 promovierte (Extensions in intuitionistic plane geometry, Indag.Math. Bd. 25). Als Post-Doc war er am Massachusetts Institute of Technology und der Universität Oxford. Seit  1960 war er an der Universität Utrecht, zuerst in der mathematischen Fakultät seit 1967 als Professor in der Philosophischen Fakultät. 1997 ging er in den Ruhestand, lehrt aber weiter Geschichte der Logik und Philosophie der Mathematik (2009).
Van Dalen schrieb eine Biographie von Brouwer und leitete das Brouwer-Projekt, wobei er Vorlesungen von Brouwer und 1981 Brouwers Über die Grundlagen der Mathematik und Intuitionismus (1992, Bibliographisches Institut) herausgab und mit Anne Troelstra das Centenary Symposium zu Brouwers 100. Geburtstag (1982).
2003 erhielt er die Medaille (Akademiepenning) der Königlich Niederländischen Akademie der Wissenschaften. Seit 1998 ist er Ritter vom Orden des Niederländischen Löwen. 2007 wurde er Ehrenmitglied der Niederländischen Mathematischen Gesellschaft (Koninklijk Wiskundig Genootschap), auf deren Einladung hin er 2008 den Vortrag The Revolution of 1907 - Brouwers Dissertation auf dem Europäischen Mathematikerkongress in Amsterdam hielt. 1962 hielt er einen Vortrag auf dem Internationalen Mathematikerkongress in Stockholm (Some problems in intuitionistic affine geometry).
Zu seinen Doktoranden gehören Henk Barendregt, Lou van den Dries und Jan van Leeuwen.

## Schriften (Auswahl)

### Als Autor
- Mystic, Geometer and Intuitionist. The life of L. E. J. Brouwer. Oxford University Press, London

1. The dawning revolution. Neuaufl. 2002, ISBN 0-19-850297-4.
2. Hope and desillusion. 2005, ISBN 978-0-19-851620-0.

- Logic and Structure. 4. Aufl. Springer, Berlin 2008, ISBN 978-3-540-20879-2.
- Foundations of Set Theory (Studies in logic and the foundations of mathematics; 67). 2. Aufl. Elsevier, Amsterdam 2001, ISBN 0-7204-2270-1 (zusammen mit Abraham Fraenkel, Yehoshua Bar-Hillel, Azriel Levy; Nachdr. d. Ausg. Amsterdam 1958).
- Filosofische grondslagen van de Wiskunde (Terreinverkenningen in de filosofie; 4). Van Gorcum, Assen 1978, ISBN 90-232-1540-0.
- Constructivism in Mathematics. An Introduction. North-Holland Publ., Amsterdam 1988 (zusammen mit Anne Troelstra).

1. 1988, ISBN 0-444-70266-0 (Studies in logic and the foundations of mathematics; 121).
2. 1988, ISBN 0-444-70358-6 (Studies in logic and the foundations of mathematics; 123).

- Sets and Integration. An Outline of the Development. Wolters-Noordhoff, Groningen 1972, ISBN 90-01-59775-0 (zusammen mit Antonie Frans Monna).
- Sets. Naive, Axiomatic and Applied (International series in pure and applied mathematics; 106). Pergamon Press, Oxford 1978, ISBN 0-08-021166-6 (zusammen mit H.C. Doets und Henricus C.M. de Swart).
- Intuitionistic Logic. In: Lou Goble (Hrsg.): The Blackwell Guide to Philosophical Logic (Blackwell Philosophical Guides; 4). Blackwell, New York 2001, ISBN 0-631-20692-2.
- The War of the Frogs and the Mice, or the Crisis of the Mathematische Annalen. In: Mathematical Intelligencer, Jg. 12 (1990), S. 17–31, ISSN 0343-6993 (zum Streit David Hilbert gegen Brouwer).
- Braucht die konstruktive Mathematik Grundlagen? In: Jahresbericht der Deutschen Mathematiker-Vereinigung, Bd. 84 (1982), S. 57–78, ISSN 0012-0456.

### Als Herausgeber
- Brouwer's Cambridge Lectures on Intuitionism. Cambridge University Press, Cambridge 1981, ISBN 0-521-23441-7.
- The selected correspondence of L. E. J. Brouwer (Sources and studies in the history of mathematics and physical sciences). Springer Verlag, London 2011, ISBN 978-0-85729-527-9.
- Hans Freudenthal: Selecta (Heritage of European Mathematics). European Mathematical Society, Zürich 2009, ISBN 978-3-03-719058-6 (zusammen mit Tonny Springer).